# Linia kolejowa Northeim – Nordhausen
Linia kolejowa Northeim – Nordhausen – linia kolejowa w Niemczech, w kraju związkowym Dolna Saksonia i Turyngia. Linia jest niezelektryfikowana i częściowo dwutorowa. Biegnie z Northeim do Nordhausen przez Herzberg am Harz, Bad Sachsa i ma 69 km długości.